# Urgleptes unilineatus
Urgleptes unilineatus là một loài bọ cánh cứng trong họ Cerambycidae.